# 致海牙书简
《致海牙书简》是阿博都巴哈于1919年写给位于荷兰海牙的持久和平中央组织的信。

## 历史背景
持久和平中央组织经集体讨论后，在世界各地的媒体上发布了其关于持久和平的宪章。 Ahmad Yazdání读了此文并与圣辅Ibn-i-Asdaq讨论后，向他们写信介绍了巴哈伊信仰的原则，并建议他们寻求阿博都巴哈的指导，以期达到建立持久和平的目标。该组织于1916年2月11日通过Yazdání先生就此议题写信给阿博都巴哈。阿博都巴哈收到信后，便启示了此《致海牙书简》，并在1920年6月由Yazdání先生及Ibn-i-Asdaq亲自将回信送达。持久和平中央组织寄出信与收到回信的时间相隔如此之久是因为战争造成的延宕。在《致海牙书简》被送达的时候，该组织已因凡尔赛条约的签署而解散了。

## 内容
在书简中，阿博都巴哈就巴哈伊信仰的教义作出了概括性的描述，其包括：
- 普遍和平宣言
- 独立探求真理
- 人类一体
- 宗教必须成为友爱之因
- 宗教必须符合科学和理性
- 摒弃宗教、种族、政治与国家的偏见
- 一个普遍的语言
- 男女平等
- 鼓励自愿的慈善行为
- 人类不受自然界的束缚
- 宗教是理念的堡垒
- 物质文明的发展应与神圣文明相吻合
- 促进教育
- 正义与权利

## 第二封致海牙书简
持久和平中央组织于1920年6月就《致海牙书简》给阿博都巴哈写了回信。而阿博都巴哈于1920年7月12日回复了一篇较为简短的书简。

## 引用
- ʻAbdu'l-Bahá. . Den Haag, The Netherlands: Stichting Baháʼí Literatuur. 1999 [1919]  [2020-09-27]. ISBN 90-70765-43-8. （原始内容存档于2021-05-05）.
- Balyuzi, H.M. . Oxford, UK: George Ronald. 2001. ISBN 0-85398-043-8.
- Balyuzi, H.M. . Oxford, UK: George Ronald. 1985. ISBN 0-85398-152-3.